# Kernkraftwerk Cruas
Das Kernkraftwerk Cruas liegt auf dem Gebiet der französischen Gemeinden Cruas und Meysse im Département Ardèche in der Region Auvergne-Rhône-Alpes. Das Kernkraftwerk, das aus vier Druckwasserreaktoren besteht, liegt etwa 15 Kilometer von Montélimar entfernt am rechten (westlichen) Ufer der Rhône.

## Eckdaten

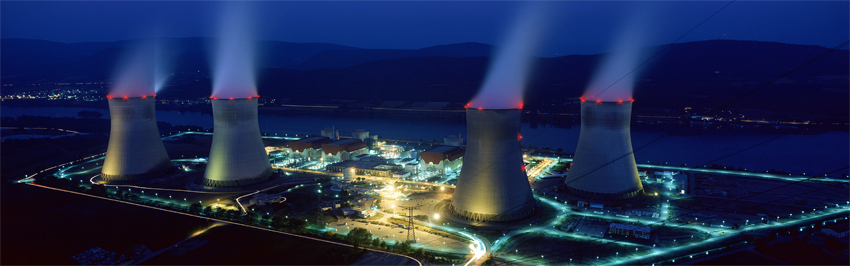
Kernkraftwerk Cruas bei Nacht

Auf dem 148 Hektar umfassenden Kernkraftwerksareal sind etwa 1250 Personen beschäftigt. Betreiber des Kernkraftwerkes ist die Électricité de France (EDF). Die Kühlung der Reaktorblöcke wird mit vier Kühltürmen und dem der Rhône entnommenen Wasser durchgeführt.
Die vier Druckwasserreaktoren haben eine Nettoleistung von jeweils 915 Megawatt und eine Bruttoleistung von 956 Megawatt. Die installierte Gesamtleistung liegt bei 3824 Megawatt, damit zählt das Kernkraftwerk zu den größeren in Frankreich. Pro Jahr speist es durchschnittlich 24,3 Milliarden Kilowattstunden in das öffentliche Stromnetz ein und deckt damit ungefähr 5 Prozent des gesamtfranzösischen Stromverbrauches.

## Geschichte
Mit dem Bau des ersten Reaktorblockes wurde am 1. August 1978 begonnen, dieser ging am 29. April 1983 in Betrieb. In den Jahren 1978 und 1979 wurde mit dem Bau von drei weiteren Reaktorblöcken begonnen, von denen der letzte am 27. Oktober 1984 in Betrieb genommen wurde.
Die französische Regierung hat 2020 für alle in Betrieb befindlichen Reaktoren eine Verlängerung der Laufzeit von 40 auf 50 Jahre angekündigt, diese wurde von der Autorité de sûreté nucléaire (ASN) 2021 unter Auflagen genehmigt.

## Gemälde

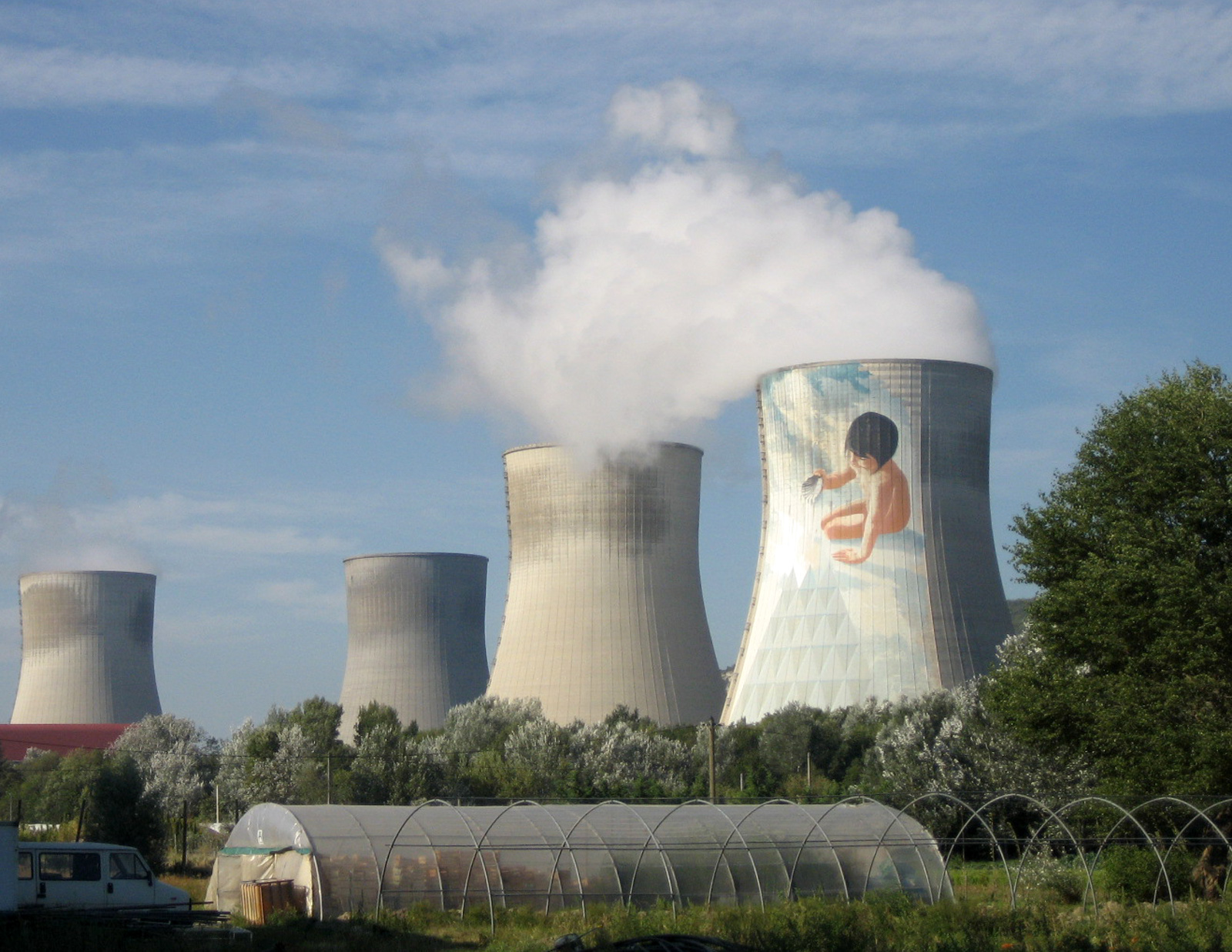
Die vier Kühltürme des Kraftwerks

Im Jahr 1991 entschieden die EDF, Framatome und der Conseil général de l’Ardèche, ein Gemälde mit dem Thema "Ökologie" auf dem nördlichen Kühlturm erstellen zu lassen. Neun Bergsteiger schufen das 155 m hohe und 12500 m² umfassende Wandbild in rund 3 Monaten nach einem Entwurf des wallonischen, aber in Frankreich lebenden Malers Jean-Marie Pierret. Etwa 8000 Arbeitsstunden und 4000 Liter Farbe wurden dafür benötigt. Das Bild mit dem Namen Aquarius zeigt ein Kind, welches aus einer Muschel Wasser auf eine Glaspyramide gießt, und soll die Bedeutung von Luft und Wasser symbolisieren. Das Gemälde wurde am 16. Dezember 1991 eingeweiht.

## Sicherheit und Störfälle
In der Nacht vom 1. auf den 2. Dezember 2009 wurde Block 4 des Kernkraftwerks aufgrund einer Störung im Kühlsystem abgeschaltet und der interne Notfallplan ausgelöst. Ursache dafür waren laut Betreiber durch starke Niederschläge hervorgerufene pflanzliche Abfälle in der Rhône, die die Kühlwasserzufuhr verstopften. Der Vorfall wurde von der französischen Atomaufsichtsbehörde Autorité de sûreté nucléaire (ASN) als Störfall in der INES-Kategorie 2 eingestuft.

## Daten der Reaktorblöcke
Das Kernkraftwerk Cruas hat insgesamt vier Blöcke:
| Reaktorblock | Reaktortyp         | Netto- leistung | Brutto- leistung | Baubeginn  | Netzsyn- chronisation | Kommer- zieller Betrieb | Abschal- tung  |
| ------------ | ------------------ | --------------- | ---------------- | ---------- | --------------------- | ----------------------- | -------------- |
| Cruas 1      | Druckwasserreaktor | 915 MW          | 956 MW           | 01.08.1978 | 29.04.1983            | 02.04.1984              | (2034 geplant) |
| Cruas 2      | Druckwasserreaktor | 915 MW          | 956 MW           | 15.11.1978 | 06.09.1984            | 01.04.1985              | (2035 geplant) |
| Cruas 3      | Druckwasserreaktor | 915 MW          | 956 MW           | 15.04.1979 | 14.05.1984            | 10.09.1984              | (2034 geplant) |
| Cruas 4      | Druckwasserreaktor | 915 MW          | 956 MW           | 01.10.1979 | 27.10.1984            | 11.02.1985              | (2035 geplant) |